# Magnus al IV-lea al Suediei
Magnus al IV-lea - în suedeză: Magnus Eriksson -  (n. mai 1316, Norvegia – d. 1 decembrie 1374, Comuna Bømlo, Hordaland, Norvegia) a fost regele Suediei (inclusiv a Finlandei) din 1319 până în 1364, regele Norvegiei ca Magnus al VII-lea din 1319 până în 1343 și conducătorul Scaniei din 1332 până în 1360. 

## Biografie
Magnus s-a născut în Norvegia, în aprilie sau mai 1316 și a fost fiul lui Eric, Duce de Södermanland și a soției sale Ingeborg, fiica lui Haakon al V-lea al Norvegiei. Magnus a fost ales rege al Suediei pe 8 iulie 1319 și a fost aclamat ca rege ereditar al Norvegiei la adunarea din Haugating în Tønsberg în luna august a aceluiași an. 

### Rege
Magnus a fost declarat rege la vârsta de 15 ani, în 1331. Acest lucru a provocat o rezistență în Norvegia, unde o lege din 1302 făcea clar faptul că regii trebuie să aibă vârsta de 20 de ani, urmând o revoltă a lui Erling Vidkunsson și a altor nobili norvegieni. 
În 1332, regele Christopher al II-lea al Danemarcei a murit fără moștenitori după ce el și fratele mai mare și prodecesorul său au amanetat Danemarca bucată cu bucată. Regele Magnus a profitat de primejdia vecinilor, răscumpărând pionul provinciilor estice daneze în schimbul unei mari cantități de argint și devenind astfel, conducător în Skåneland.

### Rege al Norvegiei și Suediei
La data de 21 iulie 1336, Magnus a fost încoronat rege atât în Norvegia cât și în Suedia, la Stockholm. Acest lucru a provocat resentimente în continuare în Norvegia, unde nobilii și magnații doreau o încoronare separată, urmând o a doua rebeliune a nobililor norvegieni în 1338.
În 1335, el s-a căsătorit cu Blanche de Namur, fiica lui Ioan I, Marchiz de Namur și a Mariei de Artois, un descendent al regelui Ludovic al VIII-lea al Franței. Nunta a avut loc în octombrie sau la începutul lunii noiembrie a anului 1335, la Castelul Bohus. Ca și cadou de nuntă, Blanche a primit provincia Tunsberg în Norvegia și Lödöse în Suedia. Cei doi au avut doi fii, Eric și Haakon, cât și trei fiice care au murit în copilărie.
Opoziția față de guvernarea lui Magnus a condus Norvegia la o înțelegere între rege și nobilimea norvegiană, având loc la Varberg pe 15 august 1343. În încălcarea legilor norvegiene cu privire la moștenirea regală, fiul mai mic a lui Magnus, Haakon, avea să devină rege al Norvegiei, iar Magnus să îi fie regent în timpul minorității sale. Mai târziu în același an, a fost declarat fiul mai mare al lui Magnus, Eric, care avea să devină rege al Suediei după moartea tatălui său. Astfel, uniunea dintre Norvegia și Suedia avea să se rupă în 1355.

### Eric, rege
Datorită creșterii impozitelor pentru achiziționarea provinciei Scania, noi nobili suedezi, susținuți de biserică, au încercat să-l elimine pe Magnus, punându-l în locul său pe fiul său mai mare Eric ca rege, însă Eric a murit de ciumă în 1359, împreună cu soția sa, Beatrice de Bavaria și cei doi fii ai lor.  
În 1363, membrii Consiliului suedez de aristocrație, conduși de Bo Jonsson Grip, au ajuns în instanța de judecată de la Mecklenburg. Ei au fost alungați din țară după o revoltă împotriva regelui Magnus. La cererea nobililor, Alber de Mecklenburg a lansat o invazie în Suedia, aceasta fiind susținută de mai mulți duci și conți germani. Stockholm și Kalmar, cu populațiile hanseatice mari, au susținut invazia. Albert a fost proclamat rege al Suediei și încoronat pe 18 februarie 1364. Magnus s-a refugiat împreună cu fiul său mai mic în Norvegia, unde s-a înecat într-un naufragiu în Bømlafjorden, în 1374. El a păstrat suveranitatea sa asupra Islandei până la moartea sa.

## Literature
- Mikael Nordberg, I kung Magnus tid (In the Times of King Magnus) ISBN  91-1-952122-7
- Bernd-Ulrich Hergemöller, Magnus versus Birgitta : der Kampf der heiligen Birgitta von Schweden gegen König Magnus Eriksson, Hamburg 2003 (German)

| Magnus al IV-lea al Suediei House of BjelboNaștere: Spring of 1316 Deces: 1 December 1374 |                                                |                     |
| Titluri regale                                                                            |                                                |                     |
| VacantRegency held by Mats KettilmundssonUltimul titlu deținut deBirger                   | King of Sweden 1319–1364 cu Eric XII Haakon VI | Succesor: Albert    |
| Predecesor: Haakon V                                                                      | King of Norway 1319–1343                       | Succesor: Haakon VI |